# Ronny Van Sweevelt
Ronny Van Sweevelt (Hasselt, 3 de agosto de 1962 – 17 de junho de 2020) foi um ciclista belga. Competiu como representante de seu país nos Jogos Olímpicos de Verão de 1984, embora ele não tenha conseguido completar a corrida de estrada individual.
Morreu no dia 17 de junho de 2020, aos 57 anos.